# Warmolt Tonckens (1841-1877)
Warmolt Tonckens (Den Ham (gemeente Aduard), 28 november 1841 - aldaar, 15 augustus 1877) was een Nederlandse burgemeester.

## Leven en werk
Tonckens was een zoon van de landbouwer en wethouder van Aduard Jacobus Johannes Tonckens en Ettje Willemsen. Hij is genoemd naar zijn grootvader Warmolt Tonckens, president van het gerechtshof te Assen. In juli 1867 werd hij op 25-jarige leeftijd benoemd tot burgemeester van Aduard, de gemeente waar hij was geboren. Hij vervulde deze functie ruim tien jaar tot zijn overlijden in augustus 1877.
Tonckens huwde op 23 mei 1866 te Oldehove met de aldaar geboren Feikje Horrëus de Haas, dochter van de geneesheer Frans de Haas en Gezina Doornbos. Toen Tonckens op 35-jarige leeftijd overleed bleef zijn weduwe achter met vijf minderjarige kinderen. Zijn kleinzoon Gerard Feiko Lunsingh Tonckens was onder andere burgemeester van Renesse.